# Paratonkinacris youi
Paratonkinacris youi är en insektsart som beskrevs av Li, T., W. Lu och Zhenghui Jiang 1995. Paratonkinacris youi ingår i släktet Paratonkinacris och familjen gräshoppor. Inga underarter finns listade i Catalogue of Life.